# Hófánk
A hófánk egy nagy, felfújható, erős anyagból készült gumikerék, amivel egy erre kiépített havas mederben lehet lecsúszni. Van vízicsúszdás változata is, ez az aquaparkokban található meg. Külföldön snow tubing néven ismert.
Hazánk több síterepén is működik hófánk pálya: Mátraszentistvánon, Visegrádon és Sátoraljaújhelyen a Zemplén Kalandparkban.
A nagyobb síterepeken már közismert fogalom a hófánk (hórafting, tubby) csúszda, hiszen nagyon sok sírégió rendelkezik ilyen csúszkákkal.
Sok helyen nem hóból került kialakításra, hanem olyan műanyagból mint a sípálya.